# Куява Радинович
Куява Радинович (сербохорв. Кујава Радиновић / Kujava Radinović; XIV век — 1434) — боснийская королева в 1399—1404 годах и в 1409—1416, как вторая из трёх жён короля Стефана Остоя.

## Жизнеописание
Куява была сестрой или близким родственником сербского князя Павла Раденовича. В 1399 году она вышла замуж за короля Стефана Остою после того, как он развёлся со своей первой женой, королевой Витачей. Мотивом женитьбы короля Остоя было близкое родство его новой жены с могущественным принцем Раденовичем. Рождённый в браке сын Кувы и Стефана — Стефан Остоич, впоследствии станет боснийским королем.
В 1404 году Стефан Остоя был свергнут со своего трона своим сводным братом Стефаном Твртко II Котороманичем, вернуться к власти ему вновь удалось в 1409 году.
Брак короля Остоя и Куявы начал распадаться в 1415 году когда близкий двоюродный брат королевы, принц Павел Раденович, был убит в заговоре с участием самого короля.
Когда в следующем году умер герцог Хрвое Вукчич Хрватинич, его владение перешло к брату вдовы Хрвоя, герцогини Елене. Остоя воспользовался случаем, развелся с Куявой и женился на герцогине Елене. Таким образом, Остоя положил конец своему теперь политически неблагоприятному браку с Куявой, и, женившись, приобрёл несколько новых приходов. Этот поступок Остоя привёл к ссоре его с сыном от Куявы.
Бывший муж Куявы, Стефан Остоя, умер в 1418 году, и наследником боснийского королевства стал сын Куявы, Степан Остоич. Куява вновь стала могущественной и влиятельной. Между ней и королевой Еленой разгорелся конфликт, который ослабил королевство. Этот конфликт закончился летом 1419 года когда сын Куявы приказал посадить королеву Елену в тюрьму. Королева Елена умерла через три года в 1422 году, и скорее всего была убита по приказу Куявы. Kуява участвовала в повседневной политической жизни Боснии во время правления своего сына. Она консультировала его и влияла на его решения, например на решение улучшить его отношения с Дубровником.
После смерти сына короля Стефана в апреле 1421 года. Куява попросила жителей Дубровника рекомендовать её новому королю, брату её мужа и её злейшему его врагу Стефану Твртко II Котороманичу, что и сделали жители Дубровника. Находясь в сложной финансовой ситуации, правительство Дубровника предоставило ей пенсию.
Умерла в 1434 году.